# Heliocentrische baan

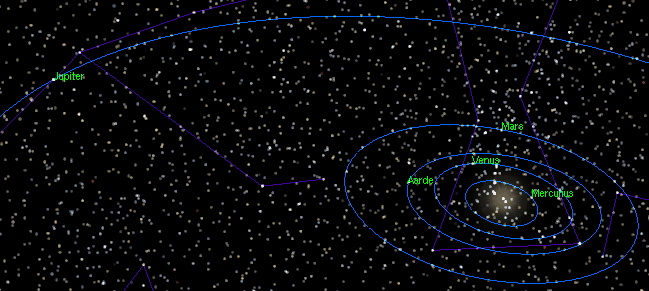
heliocentrische banen om de zon

Een heliocentrische baan is een baan rond de Zon. In het zonnestelsel bewegen alle planeten, kometen en planetoïden in zo'n baan. De Maan daarentegen volgt net als andere manen in het zonnestelsel geen heliocentrische baan, aangezien zij in een baan rond hun moederplaneet draaien. 
Zie ook Heliocentrische theorie